# Cantón de Corlay
El cantón de Corlay era una división administrativa francesa, que estaba situada en el departamento de Costas de Armor y la región de Bretaña.

## Composición
El cantón estaba formado por cinco comunas:
- Corlay
- Le Haut-Corlay
- Plussulien
- Saint-Martin-des-Prés
- Saint-Mayeux

## Supresión del cantón de Corlay
En aplicación del Decreto nº 2014-150 de 13 de febrero de 2014, el cantón de Corlay fue suprimido el 22 de marzo de 2015 y sus 5 comunas pasaron a formar parte del nuevo cantón de Mûr-de-Bretagne.